# Historisch-politische Blätter für das katholische Deutschland

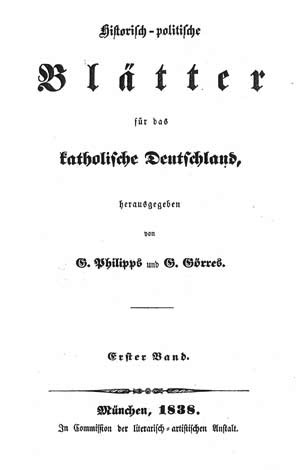
Titelblatt des ersten Jahrgangs von 1838

Historisch-politische Blätter für das katholische Deutschland waren eine von 1838 bis 1923 erscheinende Zeitschrift. Wegen ihres Umschlags wurden sie auch Gelbe Hefte genannt. Sie galten als einflussreichstes Organ der konservativen Richtung innerhalb des katholischen Milieus in Deutschland.

## Gründung
Der Anstoß zur Gründung ging 1838 auf Joseph Görres zurück. Hinzu kamen Karl Ernst Jarcke und Georg Phillips. Die Zeitschrift war zunächst im gemeinsamen Besitz der Familien Görres und Phillips. Seit 1859 gehörte sie allein der Familie Görres. Laut der Neuen Augsburger Zeitung war Marie Görres, jüngste Tochter von Joseph Görres, Mitgründerin. Sie leitete auch den geschäftlichen Teil der Redaktion.

## Auflage und Erscheinungsweise
Die Erscheinungsweise war vierzehntäglich. Zusammengefasst in Halbjahresbänden erschienen zwischen 1838 und 1923 171 Bände. Dabei konnte der Umfang eines Bandes bei 900 Seiten liegen.
Die Auflage lag zwischen 1500 und 2000 Exemplaren. Ihre Reichweite war allerdings weitaus größer, da sie in Bibliotheken, Priesterseminaren oder sonstigen katholischen Einrichtungen gehalten wurde. Es war letztlich das führende Blatt der gebildeten katholischen Elite.

## Herausgeber und Autoren
Herausgeber waren bis 1849 Georg P. Phillips und Guido Görres. Bis 1852 war Görres dann der alleinige Herausgeber. Die Position übernahm danach Josef Edmund Jörg lange Zeit gemeinsam mit Franz Binder. Seit 1903 war Georg von Jochner Mit- und ab 1914 alleiniger Herausgeber. Die jeweiligen Herausgeber haben die inhaltliche Ausrichtung der Zeitschrift stark geprägt. Jarcke war neben Joseph Görres in den ersten Jahren auch einer der wichtigsten Autoren. Er schrieb vor allem über eher tagesaktuelle Fragen. Ebenso trat in den ersten Jahren Johann Theodor Rottels als Autor auf.  Für die Zeitschrift schrieben neben den Herausgebern führende katholische Publizisten, Politiker und Wissenschaftler wie Joseph Görres, Ignaz von Döllinger, Georg von Hertling, Matthias Erzberger oder Romano Guardini. Verbindungen bestanden zur katholischen bayerischen Patriotenpartei beziehungsweise später zum Zentrum.

## Inhalt und Profil
Die Artikel behandelten zahlreiche Gebiete, ihr Schwerpunkt waren aber kulturelle, historische und politische Aspekte. Auch sozialpolitische Fragen wurden thematisiert. Dabei spielten die Verhältnisse von Staat und Kirche eine besonders wichtige Rolle. Die Zeitschrift war zur Zeit der Herausgeberschaft von Jörg katholisch, großdeutsch und föderalistisch. Er verdammte in seinen Kolumnen sowohl den Protestantismus, den kleindeutschen Nationalstaatsgedanken, den Liberalismus und den Sozialismus gleichermaßen. Zur Zeit von Jochner war es katholisch sowie national-monarchisch.

## Ende
Der Zeitschrift mit ihrer konservativen Ausrichtung gelang es nicht, sich nach der Revolution von 1918/1919 an die Veränderungen anzupassen, die auch vor dem katholischen Milieu nicht Halt machten. Die Zeitschrift verlor zunehmend an Einfluss und wurde nach dem Tod des Herausgebers Jochner 1923 eingestellt.
Die von Max Buchner 1924 gegründeten und bis 1941 erscheinenden Gelben Hefte können wegen ihrer großen Nähe zu einem nationalen Katholizismus mit Orientierung am Hohenzollern-Reich nur bedingt als Nachfolger gelten.